# Il diario di una cameriera (film 1946)
Il diario di una cameriera (The Diary of a Chambermaid) è un film drammatico del 1946 diretto da Jean Renoir, tratto dall'omonimo romanzo di Octave Mirbeau.

## Trama
Inizio 1900: Célestine arriva da Parigi in treno nella piccola città normanna di Le Mesnil per il nuovo impiego di cameriera, nel castello dei Lanlaire. Fa conoscenza con Louise, anch'essa diretta al castello per lavorare nelle cucine. Alla stazione sono attese da Joseph, il dipendente di fiducia della signora Lanlaire. Egli esige le referenze e le valuta con severità. Tenta di respingere Louise e solo la decisa reazione generosa di Célestine lo costringe ad assumerla.
Célestine è ben decisa a sposare il primo uomo benestante disponibile pur di uscire dalla sua condizione. Il padrone di casa, Charles Lanlaire, non dispone di proprietà e non ha nessuna autorità: in casa comanda la ricca moglie e lui cerca di distrarsi con la caccia e non è insensibile alla grazia di Célestine. Joseph le mostra il luogo in cui viene custodita l'argenteria. Solo lui e la padrona tengono la chiave. Gli argenti vengono utilizzati una volta all'anno, per la festa del 14 luglio.
Il vicino, il capitano Mauger, non cessa di fare dispetti ai confinanti e lancia sassi dall'alto del muro di cinta per frantumare i vetri delle serre di rose nel giardino.
Célestine abbandona l'iniziale idea di sedurre il padrone e concentra le sue speranze sul capitano che, pur vivendo con una governante-amante, Rose, si è infatuato di lei. Egli le promette di partire insieme e di consegnarle i 25.000 franchi del suo tesoro segreto. Per suggellare il patto le dimostra che può far tutto per lei, anche strangolare l'amico scoiattolo addomesticato.
Un telegramma annuncia l'arrivo di Georges, il figlio dei Lanlaire, malato di polmoni. Mme Lanlaire sceglie Célestine come cameriera particolare del figlio e la fa abbigliare elegantemente per esaltarne l'eleganza e il fascino.
Célestine deve accompagnare il giovane nelle sue passeggiate. Anche Joseph è attratto da Célestine e le offre di partire con lui: ha un piano, rubare l'argenteria e aprire un caffè a Cherbourg.
Giunge il 14 luglio. È grande festa nella città. Durante il ballo tutti i personaggi si incontrano e si scontrano. Il capitano Mauger, che esibisce senza prudenza il suo denaro e beve senza freno, è sequestrato e ucciso da Joseph che si impadronisce del suo tesoro e ruba l'argenteria. Tenta poi di fuggire con Célestine.
La folla blocca il carro su cui viaggiano e Georges, innamorato e geloso della giovane donna, si batte furiosamente con lui. I popolani scoprono l'argento rubato, prendono le parti di Georges e fanno giustizia sommaria di Joseph.

## Produzione
Dopo inutili tentativi di coinvolgere la RKO, il film fu prodotto dalla Camden Production, Inc., una piccola società di produzione costituita dai due attori protagonisti, Burgess Meredith e sua moglie Paulette Goddard e il regista stesso; ad essi si aggiunsero Lewis Milestone e, come socio di maggioranza, Benedict Bogeaus, proprietario dei General Service Studios, dove furono realizzate le riprese di The Southerner; produttori associati furono anche Arthur M. Landau, Corley Harriman.
Il soggetto è tratto dal romanzo Il diario di una cameriera di Octave Mirbeau e dalla pièce di André Heuse, André de Lorde e Thielly Nores.
La sceneggiatura fu realizzata da Jean Renoir e Burgess Meredith. Il film fu interamente girato nei General Service Studios, dal 21 luglio al 15 settembre 1945.
((FR)  Jean Renoir, Écrits (1926-1971), pp. 77-78)

## Distribuzione
Il film fu distribuito dalla United Artists, uscendo nelle sale cinematografiche inglesi nel febbraio 1946 e il 22 giugno 1946 a New York.

## Critica
Il film alla sua prima uscita non ebbe grande successo; fu rivalutato successivamente da Maurice Scherer, vero nome di Éric Rohmer,, da André Bazin, e da François Truffaut.
André Bazin confessa che, vedendo il film a parecchio tempo di distanza dalla sua prima uscita e ricordando il commento critico negativo da lui scritto in quella occasione e l'accusa fatta al film per la sua mancanza di realismo, si era reso conto di quanto il pregiudizio del realismo avesse offuscato la sua capacità di apprezzarne e comprenderne il carattere onirico e deliberatamente immaginario:
(André Bazin Jean Renoir, p.134.)
Maurice Scherer, alias Éric Rohmer, scrive nel gennaio 1952 sul n.8 di Cahiers du Cinéma, un articolo dal titolo Renoir américain (Renoir americano):
Invito quei lettori che hanno avuto la fortuna di vedere Il diario a ricordare cosa hanno provato nei momenti "forti" dell’opera (ammettendo che ce ne siano di "deboli"): come, per esempio lo schiaffo della padrona di casa, la lite con il figlio nella serra o quella meravigliosa inquadratura della folla che indietreggia di fronte alla minaccia della frusta.»
(Eric Rohmer, Il gusto della bellezza, pp.282-283.)
Georges Sadoul nel Dictionnaire des Films del 1965, tradotto, rivisto, adattato e aggiornato da Paolo Gobetti, Goffredo Fofi e Andrea Vannini, dedica una sola scheda alle due versioni del Diario di una cameriera, questa di Jean Renoir e quella di Luis Buñuel. La prima viene ritenuta un'opera minore «dopo il capolavoro La regle du jeu» e, a proposito della seconda, si legge 
(Georges Sadoul, Il cinema, pag. 133.)
Giorgio De Vincenti:
(Giorgio De Vincenti, Jean Renoir, p. 240.)
(Giorgio De Vincenti Jean Renoir, p.238.)

## Riconoscimenti
Nel 1946 il National Board of Review of Motion Pictures l'ha inserito nella lista dei migliori dieci film dell'anno.